# 독립기관

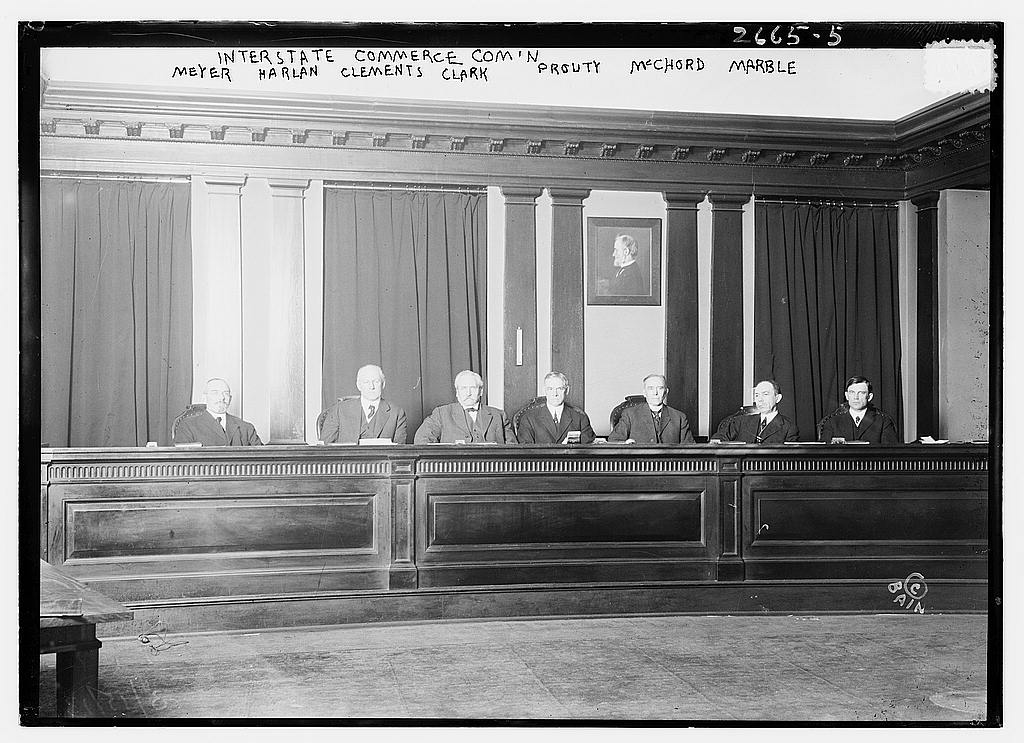
1887년부터 1996년까지 활동한 미국의 주간통상위원회는 최초의 독립기관이다.

독립기관(獨立機關, 영어: independent agency, independent establishment), 규제기관(規制機關, 영어: regulatory agency) 또는 독립규제기관(獨立規制機關, 영어: independent regulatory agency)은 특정한 분야의 규제정책 등에 관하여 제한된 독립성을 누리는 행정기관들을 의미한다.
독립기관은 미국에서 유래한 개념으로, 주로 위원회 형태의 합의제 행정기관으로 운영된다는 점에서 독립규제위원회(獨立規制委員會)라는 용어로도 호칭되나, 미국 소비자금융보호국과 같이 위원회의 형태가 아님에도 개별 법령에 따라 독립기관으로 분류되는 경우들이 있으므로 넓게는 독립행정청(獨立行政廳) 이나 독립행정기관(獨立行政機關)이라는 용어로도 칭해진다.

## 미국

### 개관
미국의 독립기관(영어: Independent agency)은 19세기 후반부터 미국 연방정부에서 고전적 권력분립 원칙의 예외로서 등장한 주간통상위원회(Interstate Commerce Commission) 등 일련의 정부기관들을 통칭하는 용어다. 그러나 독립기관이라는 표현은 미국의 법학계와 정가에서 널리 사용되는 용어임에도 불구하고, 미국 헌법이나 법률에 의해 개념적으로 정의된 용어는 아니다. 다만 독립기관이라는 용어 자체에 대한 정의 없이, 몇몇 기관을 독립기관으로 분류하는 내용으로 2건의 법령이 있다.
- 미국 정부조직법(Title 5 of the United States Code) 제104조는 미국의 행정부(executive branch) 내에서 미국 행정각부, 미군, 공기업, 미국 회계감사원에 해당하지 않는 기관들을 "독립기관(independent establishment)"이라는 명칭으로 분류하고 있다. 이 조항은 그 명문규정으로 미국 우정청을 독립기관에 포함시킨다는 특징이 있다.[1]

- 미국 문서감축법(Paperwork Reduction Act) 제3502조의 (5)는 다음의 19개 기관들 및 그 밖에 법령으로 정하는 기관들을 "독립규제기관(independent regulatory agency)"이라는 명칭으로 분류하고 있다; 연방준비제도, 미국 상품선물거래위원회, 미국 소비자제품안전위원회, 연방 통신위원회, 미국 예금보험공사, 미국 에너지규제위원회, 미국 연방주택기업감독청, 미국 해사위원회, 연방 공정거래위원회, 주간통상위원회, 미국 광업안전보건위원회, 전미 노동위원회, 미국 원자력규제위원회, 미국 산업안전보건위원회, 미국 우편규제위원회, 미국 증권거래위원회, 미국 소비자금융보호국, 미국 금융조사국, 미국 통화감독청.[2] 다만 문서감축법 제3502조의 (5)에 명시된 19개 기관 중 미국 소비자금융보호국과 미국 연방주택기업감독청은 각각 아래에서 살펴볼 2020년의 Seila Law 사건과 2021년의 Collins 사건을 통해 미국 연방대법원에서 독립기관으로서의 성질 중 일부를 부정당하게 된다.

미국의 헌법과 법률에는 독립기관의 개념적 정의가 존재하지 않을 뿐만 아니라 분류기준도 통일되어 있지 않으므로, 미국 행정기관들의 협의체인 미국 연방행정회의(Administrative Conference of the United States)는 자체적으로 발간한 Sourcebook에서 독립기관을 일의적으로 정의할 수 없다고 하며 여러 정의를 제시하고 있다. 그 중에서 첫 번째로 제시되는 정의는 미국 연방 정부의 행정부(영어: Executive branch)에 속하지만 미국 대통령실과 미국 행정각부(또는 행정각부를 대표하는 미국의 내각)에는 속하지 않는 기관들이 독립기관이라는 것으로, 이러한 정의는 여전히 '독립'이 무엇을 의미하는 것인지 (예를 들어 무엇으로부터 얼마나 독립적이라는 것인지) 에 대해 아무런 설명이 없는 단순한 분류기준에 지나지 않으나 간명한 정의라는 점에서 미국 연방 정부의 공식 홈페이지에 게재되는 등 널리 채택되고 있다. 이러한 기준에 따른 독립기관의 숫자는 2022년 기준 총 66개다. 따라서 1930년대의 브라운로 위원회(Brownlow Committee)를 비롯한 미국의 여러 정치인들이나 호사가들이 독립기관을 입법, 사법, 행정으로부터 분리된 '머리 없는 제4부(headless fourth branch)'라고 부른다고 해서 그 자체로 어떤 법률적 효과가 예정된 것은 아니다.
이렇듯 독립기관은 미국 헌법이나 법률에 의해 명확하게 예정된 개념이 아니었으므로 1887년에 주간통상위원회가 도입될 당시부터 그 법적 지위에 관하여 여러 논쟁이 있었다. 그로부터 약 50년이 지난 1935년에 이르러서야 미국 연방대법원이 Humphrey's Executor v. United States 사건을 통해 연방 공정거래위원회(Federal Trade Commission)에 대해 행정기관이면서도 미국 대통령으로부터 독립된 지위를 지닌 기관으로서의 성격을 인정함으로써 비로소 법적 근거가 마련되었다. 2010년의 Free Enterprise Fund v. Public Company Accounting Oversight Board 사건에서, 연방대법원은 1935년의 Humphrey 사건에 따른 연방 공정거래위원회의 지위를 다음과 같이 요약하고 있다; "대통령에게 임명권은 있으나 재량적인 해임권은 없는 여러 명의 주요 공직자들에 의해 운영되는 독립기관". 이 Humphrey 판례에 따른 독립기관의 개념정의는 이후 몇 차례의 새로운 연방대법원 판례들을 통해 변화를 겪게 된다.

### 미국 연방대법원 판례

#### Humphrey's Executor v. United States(1935)
1935년의 Humphrey's Executor v. United States 사건은 연방 공정거래위원장을 재량적으로 해임한 프랭클린 D. 루스벨트 미국 대통령의 인사권 행사가 위헌인지 여부가 쟁점이었는데, 미국 연방대법원은 미국 헌법 제2조 제1항 제1호에 따라 미국 대통령이 지닌 행정부 공직자에 대한 재량적(영어: at will) 인사권이 연방 공정거래위원회장에 대해서는 제한될 수 있다고 만장일치로 판시하였다. 그 주된 논거는 크게 두 가지로, 첫째는 연방 공정위는 법률에 따라 정해진 직무만을 담당하는 기관으로서 중립성(영어: impartiality)과 전문성(영어: trained judgment of a body of experts)이 요구되며, 둘째는 미국 의회가 연방 공정거래위원회를 법률로써 설립할 때 '순수하게 행정부에 속한 기관(영어: purely executive)'으로써 설립시킨 것이 아니라, '준입법적(영어: quasi-legislative)' 및 '준사법적(영어: quasi-judicial)'인 성격을 지니며 행정부와는 '독립'된 기관으로써 설립시켰다는 것이었다. 따라서 이처럼 순수한 행정부가 아닌 기관들의 공직자에 대해 임기 동안 신분을 보장하는 법률 조항이 있다면, 대통령은 그 조항을 존중하여야 하고, 그에 위반하여 공직자들을 임기 내에 재량적으로 해임할 수는 없었다.
이러한 맥락에서 볼 때, 미국의 '독립기관'에서 '독립'이라는 의미는 그 기관이 행정기관(영어: Administrative body)이면서도 행정부(영어: Executive branch)의 수반인 대통령의 권력으로부터 독립적이라는 것임을 의미한다. 그리고 그러한 독립성이 권력분립 원칙상 위헌이 되지 않기 위해서는 해당 행정기관이 법률로 정해진 중립적, 전문적인 정책집행이 요청되는 분야만을 관할하여야 하며, 준입법적 기능 및 준사법적 기능을 보유해야 한다.

#### Morrison v. Olson(1988)
1988년의 Morrison v. Olson 사건에서, 미국 연방대법원은 위 Humphrey 판례에 따른 '순수한 행정부' 소속 기관과 그 밖의 '준사법적', '준입법적' 기관을 나누는 분류체계가 그 자체로는 의미있는 것이 아니라고 하여 독립기관의 위헌성을 심사하는 두 기준 중 하나를 7대1의 결정으로 사실상 폐기하였다. 대신, 연방대법원은 미국 의회가 독립기관에 대한 미국 대통령의 인사권을 법률로서 제약하는 것이 권력분립 원칙상 합헌인지 여부를 판단함에 있어, 미국 헌법 제2조 제3항에 따른 '법률이 충실하게 집행되도록 유의할(영어: take care that the laws be faithfully executed)' 미국 대통령의 의무에 주목하였다. 이에 따르면, 어떤 공직자에 대해 대통령이 재량적 해임권한을 갖는지의 여부가, 행정부 수반으로서 '법률이 충실하게 집행되도록 유의할' 대통령의 책무에 대단히 중요한(영어: so central) 것인 경우에는, 그러한 공직자에 대해 인사권을 제약하는 법률은 권력분립 원칙을 위반한 위헌이 된다. 이러한 법리에 따라, 미국 연방대법원은 Morrison v. Olson 사건에서 고위공직자의 비위를 수사하기 위해 한시적으로 임명될 수 있는 특별검사(영어: independent counsel)에 대하여 대통령의 해임권한을 제한하는 법률이 합헌이라고 보았다. 법률상 특별검사의 권한은 제한적일 뿐만 아니라 정책형성 기능이 결여되어 있었고, 무엇보다도 미국 헌법 제2조 제2항 제2호에 따라 인사권이 위임될 수 있는 '하급 공직자(영어: inferior officer)'에 지나지 않았으므로 대통령의 고유한 인사권을 침해하는 것이 아니었기 때문이다.
이러한 판례의 태도에 따르면, 독립기관이 지닌 대통령으로부터의 독립성은 그 기관의 성격이 순수히 행정적인지 또는 준입법적·준사법적인지의 형식적 기준이 아니라, 그 기관이 정부의 정책형성에 대해 넓은 재량적 권한을 지니는 것인지 또는 법률로서 제한된 좁은 범위에 대해서만 중립적·전문적 (특히 행정심판 등의 준사법적) 역할을 담당하는 것인지의 실질적 기준에 따라 좌우된다.

#### Seila Law LLC v. Consumer Financial Protection Bureau(2020)
2020년의 Seila Law LLC v. Consumer Financial Protection Bureau 사건에서, 미국 연방대법원은 앞선 Humphrey 판례와 Morrison 판례를 종합하여 대통령의 인사권이 법률로서 제한될 수 있는 예외를 다음의 두 심사기준으로 새로이 정리하게 된다; 첫째의 예외는 Humphrey 판례에 따라 어떠한 기관이 정파적으로 균형잡힌 여러 명의 전문가로 구성되어 실질적 행정권을 행사하지 않는 경우이고, 둘째로는 Morrison 판례에 따라 어떤 하급 공직자가 제한된 의무만을 지니고 정책결정에 관한 권한이나 행정적 권한이 없는 경우이다. 연방대법원은 이러한 두 심사기준에 의할 때, 미국 소비자금융보호국(Consumer Financial Protection Bureau, CFPB)의 수장인 국장(Director)에 대한 대통령의 인사권 제한을 위헌이라고 5대4의 의견으로 결정하였다. CFPB는 여러 명의 위원으로 구성된 합의제 행정기관이 아니라 국장이 단독으로 운영하는 독임제 구조이므로 당파적 속성을 지니기 쉬운데다 직접 조사를 통해 과징금을 부과하는 등 행정권에 가까운 기능을 주로 수행하므로 Humphrey 판례에 따른 첫째 심사기준을 충족하지 않고, 한편으로 CFPB 국장은 단순히 제한된 법령상의 직무만을 수행하는 하급 공직자가 아니라 수많은 시민들과 사업체들에 영향을 미치는 결정을 내리는 직위이므로 Morrison 판례에 따른 둘째 심사기준도 충족하지 않기 때문이다.
이러한 Seila Law 판례는 합의제 행정기관이 아닌 독임제 행정기관에 대해서는 의회가 법률로써 대통령의 재량적 인사권을 제약할 수 없다는 새로운 법리를 만들어냄으로써, 독임제 기관들에 대해 대통령으로부터의 독립성에 암운을 드리운 것으로 평가된다. 실제로 연방대법원은 1년 뒤에 Collins v. Yellen 사건에서 Seila Law 판례의 논리를 그대로 적용하여 미국 연방주택기업감독청(Federal Housing Finance Agency, FHFA) 역시 독임제 행정기관으로서 대통령 인사권의 예외가 될 수 없으므로, FHFA의 청장(Director)에 대해 대통령의 인사권을 제약하는 법률은 권력분립 원칙을 위반하여 위헌이라는 취지로 만장일치의 결정을 내리게 된다.

### 의의
미국 연방행정회의가 넓은 의미의 독립기관으로서 미국의 행정기관 중 미국 대통령실과 미국 행정각부에 속하지 않는 것으로 분류한 기관의 수는 공기업 등을 아울러 2018년 기준으로 약 80개에 육박하고, 그 중 규제기관으로서의 속성이 적은 위원회와 공기업을 제외하더라도 남는 기관의 수는 약 40개를 넘는다. 이러한 독립기관들의 범람은 주로 1930년대의 뉴딜 정책과 1960 ~ 70년대의 소비자보호, 근로자보호, 환경보호 등에 관한 권리혁명(영어: rights revolution)에 많은 영향을 받은 것으로 평가된다. 실제로 2020년의 Seila Law 사건과 2021년의 Collins 사건에서 각각 대통령의 인사권 제한이 위헌이라고 결정된 CFPB와 FHFA는 모두 버락 오바마 대통령 재임기에 소비자보호를 목적으로 탄생한 기관들로서 모두 문서감축법 44 U.S. Code § 3502의 (5)에 의하여 독립규제기관으로 분류되어 있다. 이에 따라 미국 연방대법원은 두 사건을 통해 권력분립 원칙을 강화하려는 보수주의적 색채를 드러내고 있다는 평가를 받는다.

## 대한민국

### 개관
대한민국은 헌법에 독립기관에 관한 규정을 두고 있지는 않으나, 국가재정법 제6조 제1항에서 독립기관이라는 용어를 명시적으로 사용하고 있다. 이에 따르면, 국회, 대법원, 헌법재판소, 중앙선거관리위원회의 4곳만이 독립기관이고, 이들은 같은 법 제40조에 따른 예산상의 자율성을 향유한다. 한편 국가재정법에는 규정되지 않았으나, 예외적으로 국가정보원법 제16조 제1항에 따라 국가정보원은 예산회계에 있어 독립기관으로서의 자율성을 지닌다. 다만 국가재정법상 독립기관의 개념은 사실상 헌법기관과 개념적으로 구분되지 않으며, 어떤 기관이 재정적 독립기관에 해당한다는 분류기준에 불과할 뿐, 독립성의 의의가 무엇인지가 명확히 규정되어 있지는 않다.
한편으로 대한민국의 정가에서 독립기관이라는 용어는 종종 '입법·사법·행정 어디에도 속하지 않는 독립기관'이라는 의미로 사용되고는 한다. 이는 주로 국가인권위원회와 고위공직자범죄수사처가 스스로의 지위를 설명하면서 사용하는 표현으로, 위에서 살펴본 미국의 브라운로 위원회 등에 의해 언급된 '머리 없는 제4부'라는 표현에 영향을 받은 것이다. 그러나 대한민국 헌법재판소는 국가인권위원회와 고위공직자범죄수사처를 감사원처럼 행정부에 속하나 행정각부에는 속하지 않는 중앙행정기관으로 해석하고 있으며, 오직 선거관리위원회에 대해서만 행정부에 속하지 않는 헌법상의 독립기관으로 해석하고 있다. 한편으로 원자력안전위원회에 대해서는 행정각부에 속하는 국무총리 산하의 독립기관으로 해석하고 있다.

### 대한민국 헌법재판소 판례

#### 강남구 등과 국회 등 간의 권한쟁의(2008)
2008년의 강남구 등과 국회 등 간의 권한쟁의 사건은 지방자치단체인 강남구가 중앙선거관리위원회 산하 강남구선거관리위원회의 선거관리경비를 부담하도록 하는 내용으로 공직선거법을 개정한 국회의 법률 개정행위가 강남구의 지방자치 권한을 침해했는지가 쟁점인 사건이었는데, 헌법재판소는 7대2로 위와 같은 국회의 법률 개정행위가 선거공영제의 취지 등을 감안할 때 합헌이라고 결론내렸다. 법정의견의 주된 논거는 지방선거사무가 원칙적으로 지방자치단체의 자치사무에 해당하나, 선거관리의 공정성을 위해서는 국가적 차원에서 지방선거사무를 각급 선거관리위원회가 담당하도록 할 필요성이 있으므로 선거관리위원회가 집행만을 담당하는 대신 그 경비를 지방자치단체에 부담시킬 수 있다는 것이었다. 이러한 결론에 이르는 과정에서 헌법재판소는 선거관리위원회를 선거사무의 공정성을 달성하기 위해 '일반행정기관과는 별도의 독립기관으로 구성'된 것이라고 판시하고 있다. 이러한 관점에서 현행 대한민국 헌법상 선거관리위원회가 수행하는 선거관리사무는 입법·사법·행정에 속하지 않는 독자적 작용이 아니라 행정작용의 일종이고, 다만 그 공정성을 보장하기 위해 과도기적으로 행정부와 분리된 헌법상의 독립기관으로 규정된 것으로 널리 이해되고 있다.

#### 국가인권위원회와 대통령 간의 권한쟁의(2010)
2010년의 국가인권위원회와 대통령 간의 권한쟁의 사건은 국가인권위원회(이하 '인권위')의 정원을 감축한다는 내용의 대통령령이 인권위의 독립적 권한을 침해했는지가 쟁점인 사건이었다. 이에 대해 인권위는 자신들이 입법·사법·행정 어디에도 속하지 않는 독립기관이라는 주장을 전개하였으나, 헌법재판소는 6대3으로 인권위를 법률에 따라 설치된 대한민국의 중앙행정기관에 속한다고 보아 당사자적격을 부정하고 사건 자체를 각하하였다. 아래에서 살펴볼 2021년의 고위공직자범죄수사처 설치 및 운영에 관한 법률위헌확인 사건에서, 헌법재판소는 이 2010년 사건의 취지를 한 문장으로 요약하고 있다; "헌법재판소는 … 국가인권위원회가 대통령을 수반으로 하는 행정부에 속한다고 보았다."

#### 고위공직자범죄수사처 설치 및 운영에 관한 법률위헌확인(2021)
2021년의 고위공직자범죄수사처 설치 및 운영에 관한 법률위헌확인 사건은 고위공직자범죄수사처(이하 '공수처')를 설치하는 법률이 권력분립 원칙에 위반된 것인지를 야당 소속 국회의원들이 직접적으로 다투는 사건이었다. 국회의원들인 청구인들은 공수처가 입법·사법·행정 어디에도 속하지 않는 독립기관으로서 누구에게도 통제받지 않으므로 권력분립 원칙 위반이라고 주장하였으나, 헌법재판소는 6대3으로 공수처가 법률에 따라 설치된 대한민국의 중앙행정기관에 속하므로 권력분립 원칙 위반이 아니라고 결정하였다. 그 주된 논거는 크게 네 가지로, 첫째는 공수처가 담당하는 사무 자체가 본질적으로 행정에 속하는 사무이며, 둘째는 공수처의 구성에 있어 대통령의 해임권 등 실질적인 인사권이 인정되고, 셋째는 입법과정에서 국회가 의도적으로 공수처를 국가재정법 제6조 제1항에 따른 독립기관이 아닌 제2항에 따른 중앙관서의 장으로 규정하였으며, 넷째는 정부조직법 외에 공공감사에 관한 법률, 공직자윤리법 등에서 공수처를 중앙행정기관 내지 행정기관으로 규정하고 있다는 점이었다. 이에 따라 헌법재판소는 공수처가 입법·사법·행정 어디에도 속하지 않는 것이 아니라 "행정부 소속의 중앙행정기관"임을 명확히 하면서도, 다만 대통령실이나 행정각부 등 기존의 행정조직에 소속되지 않는 형태라고 해석하고 있다.

### 의의
대한민국에서 독립기관이라는 용어는 앞서 살펴본 국가인권위원회의 사례처럼 미국에서의 독립기관 논의에 상당한 영향을 받고 있으나, 대한민국과 미국의 논의 지형에는 차이가 있다. 미국에서의 독립기관에 관한 연방대법원 판례들은 대부분 미국 헌법 제2조 제1항 제1호에 따른 미국 대통령의 재량적(영어: at will) 인사권이 의회의 법률로써 제약될 수 있는지의 여부, 즉 의회와 대통령의 권력분립 관계에서 주로 논해지고 있다. 반면 대한민국에서는 미국의 '머리 없는 제4부'라는 다소 오래된 주장에 영향을 받아 어떤 기관이 입법·사법·행정 어디에도 속하지 않는지의 여부에 관한 쟁점이 주로 헌법재판소에서 다퉈지고 있으나, 정작 미국에서도 독립기관들은 어디까지나 행정부에 속한 기관임이 전제되고 있는 점을 감안할 때 이러한 주장들은 그다지 의미있는 쟁점이라고 보기 어렵다. 오히려 헌법재판소는 대한민국 원자력안전위원회 등 정부조직법 제2조 제2항에 따른 합의제 행정기관들에 대해서는 '국무총리 산하의 독립기관'이라고 만장일치로 해석하고 있으므로, 최고 헌법기관인 국무총리의 존재 등으로 인해 대한민국에서의 독립기관에 관한 논의는 미국 내각에 속하지 않는 경우를 널리 상정하는 미국정부의 독립기관과는 논의의 지형에 차이가 있음을 유의할 필요가 있다.
특히 고위공직자범죄수사처 설치 및 운영에 관한 법률위헌확인 사건의 헌법재판소 결정문에서도 드러나듯이 국회는 의도적으로 고위공직자범죄수사처에 대해 국가재정법상의 독립기관으로서의 지위도 인정하지 않았는바, 위에서 살펴본 판례들은 적극적으로 대통령의 행정권을 제약하려는 국회의 입법이 문제된 경우들이라 보기 어려우므로 미국처럼 국회와 대통령 간의 관계에서 어떤 독립기관을 설치한 것이 권력분립 원칙에 위반된 것인지 여부를 다투어 볼 여지 자체가 부족한 상황이라고 볼 수 있다.

## 같이 보기
- 권력분립
- 헌법기관
- 미국정부의 독립기관
- 대한민국 정부
- 대한민국 국회
- 대한민국의 중앙행정기관
- 대한민국의 사법기관